# Ernestina Lecuona Casado
Ernestina Lecuona Casado (Matanzas, 16 de gener de 1882 - l'Havana, 3 de setembre de 1951) fou una compositora, pianista i docent cubana.

## Biografia
Ernestina Lecuona Casado fou filla del periodista Ernesto Lecuona Ramos (Santa Cruz de Tenerife, 1854 - Santa Cruz de Tenerife, 1902), que havia emigrat en 1880 a la ciutat de Matanzas ―l'Atenes de Cuba―, ubicada a 100 km a l'est de l'Havana. Ernesto es va casar el 7 de novembre de 1885, en aquella ciutat, amb Elisa Casado Bernal (1862-1931). Ernesto i Elisa van tenir dotze fills, dels quals van sobreviure només set: Luis, José, Elisa, Ernestina, Fernando, Teodoro i Ernesto. Aquest darrer, el germà més petit, fou el pianista i compositor Ernesto Lecuona (1895-1963). El guitarrista i compositor cubà Leo Brouwer (1939-) és net d'Ernestina Lecuona.
Quan Ernestina era nena, la seva família es va establir a la vila de Guanabacoa, una petita localitat històrica a 10 km al sud-est de la capital cubana. En aquella ciutat el seu pare va desenvolupar una notable tasca periodística, fonamentalment com a director del diari El Comercio, Político y Mercantil, de l'Havana. Ernestina va començar a estudiar piano amb Antonio Planas a l'acadèmia de música del Centre Asturià de l'Havana, i els va continuar al Conservatori Municipal de Música de l'Havana (avui Conservatori Amadeo Roldán).
El 1895, quan Ernestina tenia tretze anys, va néixer el seu germà Ernestito, a qui ella ensenyaria piano des de ben petit.
El 1897 Ernestina va compondre la seva primera obra, Luisa (havanera), que aquest mateix any va ser publicada per l'editorial d'Anselmo López i distribuïda àmpliament a Cuba i Espanya.
Va continuar els estudis de piano amb la professora francesa Lucia Calderón, que havia ensenyat al Conservatori de París i acabava d'instal·lar-se a l'Havana en aquesta primera dècada del segle XX.
El 1902, el pare Ernesto Lecuona va decidir traslladar-se a Santa Cruz de Tenerife, la seva ciutat natal, per descansar. Un mes després es van assabentar que havia mort només vuit dies després d'haver arribat.
Molt jove encara, Ernestina va contreure matrimoni amb el metge d'origen franc-holandès Juan Bautista Brouwer Etchecopar, qui va arribar a Cuba a finals del segle XIX i va exercir com a professor a l'Escola de Medicina Veterinària de la Universitat de l'Havana en la primera meitat del segle XX. Van tenir quatre fills: Elisa, Julieta, Ángel i Juan Bautista (aquest últim seria el pare del guitarrista i compositor Leo Brouwer). La criança d'aquests nens la va obligar a abandonar la seva carrera musical durant força temps. El piano de la casa va quedar al servei del seu germà Ernesto.
El 1928, amb els seus fills ja crescuts, Ernestina Lecuona, impulsada pel seu germà ―llavors en el cim de la seva popularitat com a pianista i compositor― va reprendre la seva faceta de compositora, lletrista, pianista i acompanyant de cantants lírics nacionals i estrangers en radioemissores i teatres. Aquell any va donar a conèixer el bolero Anhelo besarte.
A la manera dels trobadors tradicionals de finals del segle XIX i principis del XX, va realitzar rèpliques a obres d'altres creadors. Per exemple, a l'obra Te odio de Félix B. Caignet va respondre amb la seva criolla ¿Me odias? (1928), que fou estrenada a l'Havana pel tenor italià Leo Micheluzzi.

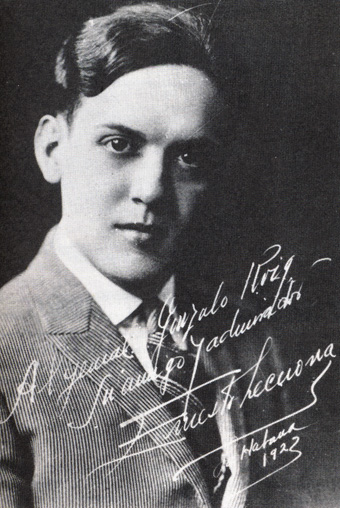
Ernesto Lecuona el 1922.

El març de 1931 van arribar tots dos germans a Mèxic, on van triomfar amb les seves excel·lents interpretacions, sota la supervisió d'Elisa Casado. Estant a Mèxic els va sorprendre un lamentable fet: la mort de la seva mare. Després de la defunció, Ernestina Lecuona va participar com a pianista en un espectacle de música cubana integrat per altres músics i artistes cubans, dirigits per Ernesto.
El 1932, Ernestina va conèixer en la CMCA a la cantant de l'Havana Esther Borja (1913-2013) i la va integrar a un programa de ràdio dirigit per ella, on s'interpretaven cançons de la pianista. També va suggerir a Borja que incorporés cançons d'altres autors al seu repertori: María Cervantes (1885-1981), Fernando Anckermann Rafart (1890-1933) i Eduardo Sánchez de Fuentes (1874-1944), entre d'altres.
El 3 d'agost de 1935 va formar part d'un concert de música cubana celebrat al Teatre Auditórium de l'Havana (avui Teatre Auditorium Amadeo Roldán), al qual va interpretar La comparsa d'Ernesto Lecuona, amb un nou arranjament per a vuit pianos, dotze pianistes, veus i orquestra.
Va fer, a més, innombrables presentacions amb el seu germà, a qui va dedicar tres de les seves obres: Danza negra, Mi vida es soñar (bolero) i Anhelo besarte (bolero).
El 1936, la Unió Panamericana la va convidar a visitar els Estats Units d'Amèrica, on entre l'11 i el 17 de desembre va presentar diverses de les seves composicions al Teatre Cervantes de Nova York, amb la col·laboració de la soprano mexicana Margarita Cueto. En aquella setmana també va acompanyar al piano al tenor mexicà Tito Guízar (1908-1999), qui va cantar la seva cançó Cierra, cierra los ojos a la NBC. Als Estats Units es va posar en contacte amb la cantant anglesa-estatunidenca Jessica Dragonette (1900-1980), qui va afegir al seu repertori operístic algunes obres de la pianista.
El 1936, Ernestina va viatjar a Buenos Aires (Argentina) amb el seu germà Ernesto, la cantant Esther Borja i el cantautor i pianista Ignacio Vila, més conegut com a Bola de Nieve. Després de l'Argentina van viatjar a Santiago de Xile, i van tornar a l'Havana. Pocs mesos després van fer una altra gira per Panamà, Perú, Xile, Argentina, Uruguai i Brasil. Van repetir la visita en 1937, 1938 i 1940. En tornar a Cuba, el 1937, Ernestina va fundar a l'Havana l'Orquestra de Concerts, composta només per dones. Amb aquesta orquestra va tocar ―dirigint des del piano― al Teatre Alkazar. El 1938 van fer concerts al Teatre Nacional de Cuba. Entre 1940 i 1942 va fer diverses gires per Amèrica del Sud amb el seu germà Ernesto i amb Bola de Nieve.
A l'Argentina va entrar a la SADAÍC (Societat Argentina d'Autors i Compositors).
El 1942, la ciutat de Matanzas la va proclamar «Filla Eminent de Matanzas».
De vegades tocava a duo a quatre mans amb el seu germà a emissores de ràdio i a sales de concerts, com ara el Carnegie Hall (en 1948).
Com a pedagoga es va dedicar a l'ensenyament del piano a la seva pròpia casa.
Va morir a l'Havana, el 3 de setembre de 1951.
El 1957, la cantant havanera Esther Borja, amiga d'Ernestina, va gravar a l'Havana l'LP Esther Borja interpreta canciones inolvidables d'Ernestina Lecuona, amb orquestració i arranjaments d'Humberto Suárez.

## Obra
Va abastar diversos gèneres musicals: cançons, cançons-bolero, criolles-bolero, fantasies-criolles, guajiras, valsos, danzones, himnes, berceuses (cançons de bressol), sons cubans, i sobretot boleros. Autora de les lletres de moltes de les seves famoses creacions, va utilitzar també versos de coneguts poetes de l'època.
Algunes altres peces selectes inclouen:
- Ahora que eres mío (cançó-bolero, 1936).
- Amarte es mi destino (bolero).
- Amor tardío (cançó).
- Anhelo besarte (bolero).
- Anhelo besarte (cançó).
- Bésame con ternura (criolla-bolero).
- Cierra, cierra los ojos (cançó).
- Como yo te quiero (cançó).
- Cuando duermes (cançó).
- Dame otro beso
- El alma de un beso (criolla-bolero).
- El diablito (son).
- En tus brazos (criolla-bolero).
- Himno a María Inmaculada (himne).
- Himno a Santa Teresa de Jesús (himne).
- Jardín azul
- Junto al río (cançó).
- Junto al río (fantasia-criolla).
- Luisa (habanera).
- Me engañaste (criolla-bolero).
- ¿Me odias? (cançó).
- Mi sueño eres tú (bolero).
- Mi vida eres tú (cançó).
- Mi vida es soñar (bolero).
- No lo dudes (bolero, 1932).
- No lo dudes (cançó-bolero).
- Oye mi son (son).
- Pancho y Ramona (danzón).
- ¿Por qué me dejaste? (bolero).
- ¿Por qué no me quieres? (cançó).
- ¿Por qué no me quieres? (criolla-bolero).
- Punto cubano (guajira).
- ¿Sabes cómo te quiero? (cançó).
- Solo a ti te quiero (cançó).
- Solo un beso (criolla-bolero).
- Tal vez tú nunca sepas (cançó).
- Te has cansado de mi amor (cançó-bolero).
- Tus besos de pasión (bolero).
- Tú serás en mis noches (bolero).
- Tú serás en mis noches (cançó).
- Vamos al Wajay (son).
- Ya que te vas (bolero).